# Andělská terapie
Andělská terapie je údajná duchovní léčebná metoda, jejímž autorem je spisovatelka Doreen Virtue. Poprvé Doreen Virtue léčení s anděly popisuje v knize Angel Therapy, kterou vydala v roce 1997. Metoda zahrnuje práci s anděly a archanděly a podle autorky má pomáhat léčit, harmonizovat a uzdravit veškeré aspekty života. Dle průzkumu, který mezi 101 náhodně vybranými odborníky APA provedl John Norcross, jde však o zdiskreditovanou metodu léčby.

## Knihy v češtině
- Virtue, Doreen: Léčení s anděly. Praha: Synergie, 2004 ISBN 80-86099-98-9
- Virtue, Doreen: Andělská terapie. Praha: Synergie, 2006 ISBN 80-7370-115-4
- Virtue, Doreen: Andělská medicína. Praha: Pragma, 2007 ISBN 978-80-7349-036-2
- Virtue, Doreen: Andělská terapie: pracovní kniha Praha: Pragma, 2011 ISBN 978-80-7349-291-5